# Michael Mantell
Michael Mantell es un actor estadounidense. Ha tenido muchos pequeños papeles en películas y series de televisión, entre las que se encuentran Eight Men Out, Bart Got A Room, Ocean's Thirteen, Gracias por fumar, How I Met Your Mother, Love and Marriage y El Ala Oeste. Además, también ha tenido papeles periódicos en State of Grace y Space: Above and Beyond.